# Pierre Godin (homme politique français, administrateur colonial)
Pour les articles homonymes, voir Pierre Godin et Godin.
André Pierre Godin (1872-1954) est un haut fonctionnaire et homme politique français, ancien administrateur colonial. Il présida le conseil municipal de Paris entre 1926 et 1927.

## Biographie
Pierre Godin est né le 4 janvier 1872 à Francs en Gironde. Il est le fils d'un couple d'instituteurs originaires de ce département du Sud-Ouest. Son fils est André-Jean Godin.

### Formation et carrière en Algérie
Après avoir obtenu une licence de droit et un certificat d'études supérieures de législation algérienne et tunisienne en droit musulman et coutumes indigènes, Pierre Godin a enseigné en Algérie de 1892 à 1896. Par la suite, il a travaillé pour le gouvernement général d'Algérie en tant que rédacteur, puis en tant que contrôleur des services de sécurité générale à partir de 1899. Il est devenu sous-préfet de Médéa, ville à l'est d'Alger, dans la mitidja orientale, en début d'année 1905.

### Carrière administrative en France
Pierre Godin a occupé plusieurs postes de sous-préfet en France. En 1909, il a été nommé sous-préfet de Brignoles dans le Var. En 1914, il a été muté en tant que sous-préfet de Bastia en Corse, puis de Bayonne dans les Basses-Pyrénées en 1916.

### Engagement politique et gouvernemental
En 1917, Pierre Godin a été nommé préfet de l'Allier. Par la suite, il a occupé le poste de directeur du cabinet civil du Président du Conseil et ministre de la Guerre, Georges Clemenceau. En août 1919, il est devenu conseiller maître à la cour des Comptes, puis en octobre 1931, président de la Première chambre de cette institution. En 1937, il a été nommé procureur général de la cour des Comptes.

### Engagement municipal et création du Service de surveillance et de protection des indigènes nord-africains(SSPINA)
Pendant 16 ans, Pierre Godin a été conseiller municipal de Paris pour le 9e arrondissement. Il a également occupé le poste de président du conseil municipal de Paris de juin 1926 à juin 1927.
A son initiative est créé le Service de surveillance et de protection des indigènes nord-africains (SSPINA) dont les services sont placés sous la responsabilité directe du cabinet du préfet de police. Inauguré en 1925, il organise la ségrégation raciale à Paris dans un schéma inspiré de l'Algérie. Ce système encadre et contrôle la vie des travailleurs maghrébins et développe à leur usage exclusif services sociaux, sanitaires et administratifs. Le contrôle et le fichage étaient assurés par tous ces services. Dès qu’un « indigène algérien » avait affaire à un service de la rue Lecomte – pour la délivrance d’une carte d’identité comme pour le règlement d’une question d’assurance sociale, etc. –, une fiche était établie et adressée à la Brigade nord-africaine. Le fichier de celle-ci, riche de milliers de noms, constituait le cœur des services de la rue Lecomte. À certains égards, il préfigure – modèle et taille de fiches – le Fichier juif établi par la PP début 1941.
Le 29 juin 1935, dans le parc de la propriété de Mme Cotnareanu située au no 24 de l'avenue Raphaël dans le 16e arrondissement de Paris, il se bat en duel au pistolet avec Jean Chiappe, ancien préfet de police de Paris et qui lui avait succédé à la présidence du conseil municipal de la ville ; il s'en sortira avec une large éraflure à la hanche.
Pierre Godin est l'un des cofondateurs de l'hôpital franco-musulman et de la Grande Mosquée de Paris,.

### Décès
Le 1er décembre 1954, Pierre Godin est décédé à l'âge de 82 ans dans le 6e arrondissement de Paris.

## Famille

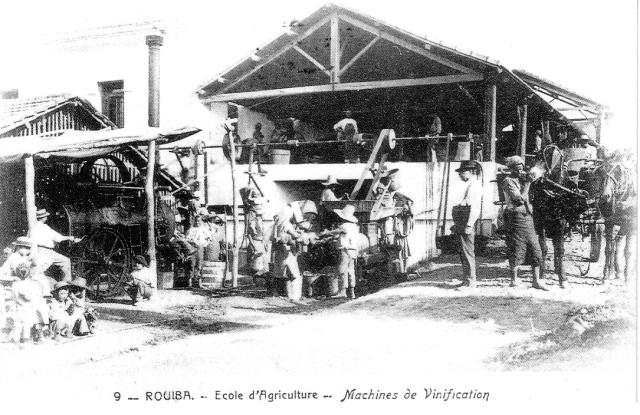
Rouiba - L'école d'agriculture de Rouïba fondée par son beau-père

Il épouse en 1899 à Alger, Sylvie Lucie Décaillet (née en 1877 à Rouïba, morte en 1959 à Paris), fille de Nicolas Décaillet, qui avait été  précepteur des enfants du duc d'Aoste puis directeur d'école à Alger en 1852. Devenu propriétaire agricole, il avait fondé l'école pratique d'agriculture de Rouïba.
Pierre Godin est le père d'André-Jean Godin (1900-1989), résistant et parlementaire gaulliste après-guerre.

## Distinctions
- Commandeur de la Légion d'honneur[2] (1930)
- Officier de l'Instruction publique (1905)[1]
- Chevalier de l'ordre du Mérite agricole[1]
- Chevalier de l'Ordre d'Isabelle la Catholique[1]
- Officier de l'ordre de la Couronne d'Italie[1]
- Commandeur des Saints Maurice-et-Lazare d'Italie
- Commandeur du Nicham Iftikar[1]
- Officier du Nichan el Anouar[1]